# Musculus frontalis
Der Musculus frontalis (lat. für „Stirnmuskel“, auch Augenbrauenheber) ist ein Hautmuskel, der unter der Kopfhaut der Kopffaszie im Bereich der Stirn anliegt und keine Anheftung am Skelett aufweist. Er gehört zur mimischen Muskulatur und innerhalb dieser zu den Kopfschwartenmuskeln (Musculi epicranii). Er wird mit dem Musculus occipitalis auch zum Musculus occipitofrontalis („Hinterhaupts-Stirn-Muskel“) zusammengefasst und stellt dessen Stirnbauch (Venter frontalis m. occipitofrontalis) dar. Nasenseitig geht er direkt in den Musculus procerus über. Der Muskel ist nicht an den Schädelknochen befestigt, da sich aber Fasern mit denen benachbarter Muskeln (Musculus orbicularis oculi, Musculus corrugator supercilii, Musculus depressor supercilii und Musculus procerus) verflechten, ist er indirekt am nasenseitigen Rand der Augenhöhle befestigt. Die Muskelkonfiguration führt bei älteren Menschen zu typischen Stirnfaltenmustern.
Die Muskelfasern des Musculus frontalis ziehen zur Galea aponeurotica und sind mit den Fasern der benachbarten mimischen Muskeln verwoben. Der Muskel ermöglicht das Runzeln der Stirn und das Anheben der Augenbrauen. Letzteres führt zum Gesichtsausdruck der Aufmerksamkeit und des Erstaunens. Der Muskel kann partiell die Funktion des eigentlichen Augenbrauenhebers (Musculus levator palpebrae superioris) ersetzen.
Innerviert wird der Musculus frontalis von den Stirnästen (Rami frontales) des VII. Hirnnervs, des Nervus facialis.